# Allison Engine Company
La Allison Engine Company è stata un costruttore di motori aeronautici statunitense. Di proprietà della General Motors per gran parte della sua storia, l'azienda venne acquistata nel 1995 dalla Rolls-Royce plc di cui divenne una sussidiaria.

## Storia

### Primi progetti
L'Allison iniziò l'attività nel campo della preparazione di motori ed automobili da competizione presso il circuito di Indianapolis ad opera del fondatore James A. Allison. La sua unica produzione di serie era, al tempo, rivolta alla produzione di boccole in acciaio speciale usate come cuscinetti in diversi motori aeronautici. Su richiesta costruiva alberi, ingranaggi e catene di trasmissione per motori ad alta potenza. Un altro piccolo settore era rivolto al conversione di vecchi motori Liberty in modelli più potenti per uso aeronautico e marino.
Verso al fine degli anni venti, lo United States Army, l'esercito statunitense, finanziò lo sviluppo di una serie di motori ad alta potenza che avrebbero dovuto essere prodotti dalla Continental Motors. La Allison propose all'esercito il suo progetto nel 1928, senza successo.
Nel 1929, poco dopo la morte del fondatore Allison, l'azienda venne acquistata dalla Fisher Body, che dispose la costruzione di un motore sei cilindri aeronautico sulla base delle esperienze costruttive nel campo fino ad allora acquisite. Con il progetto ancora nello stadio preliminare, la Fisher vendette la compagnia alla General Motors, che, pressata dalla crisi finanziaria della grande depressione, terminò il finanziamento della sua costruzione. La progettazione, però, andò avanti con lo studio preliminare di un motore a V di dodici cilindri. Anche questa volta l'Esercito non era interessato, ma suggerì alla compagnia di provare con la United States Navy, la marina militare degli Stati Uniti. La US Navy accettò di finanziare in maniera limitata lo sviluppo di due modelli (A e B) destinati ai suoi dirigibili, ma l'incidente dello USS Macon nel 1935 pose fine alla sua necessità di un motore da 1 000 hp.

### V-1710

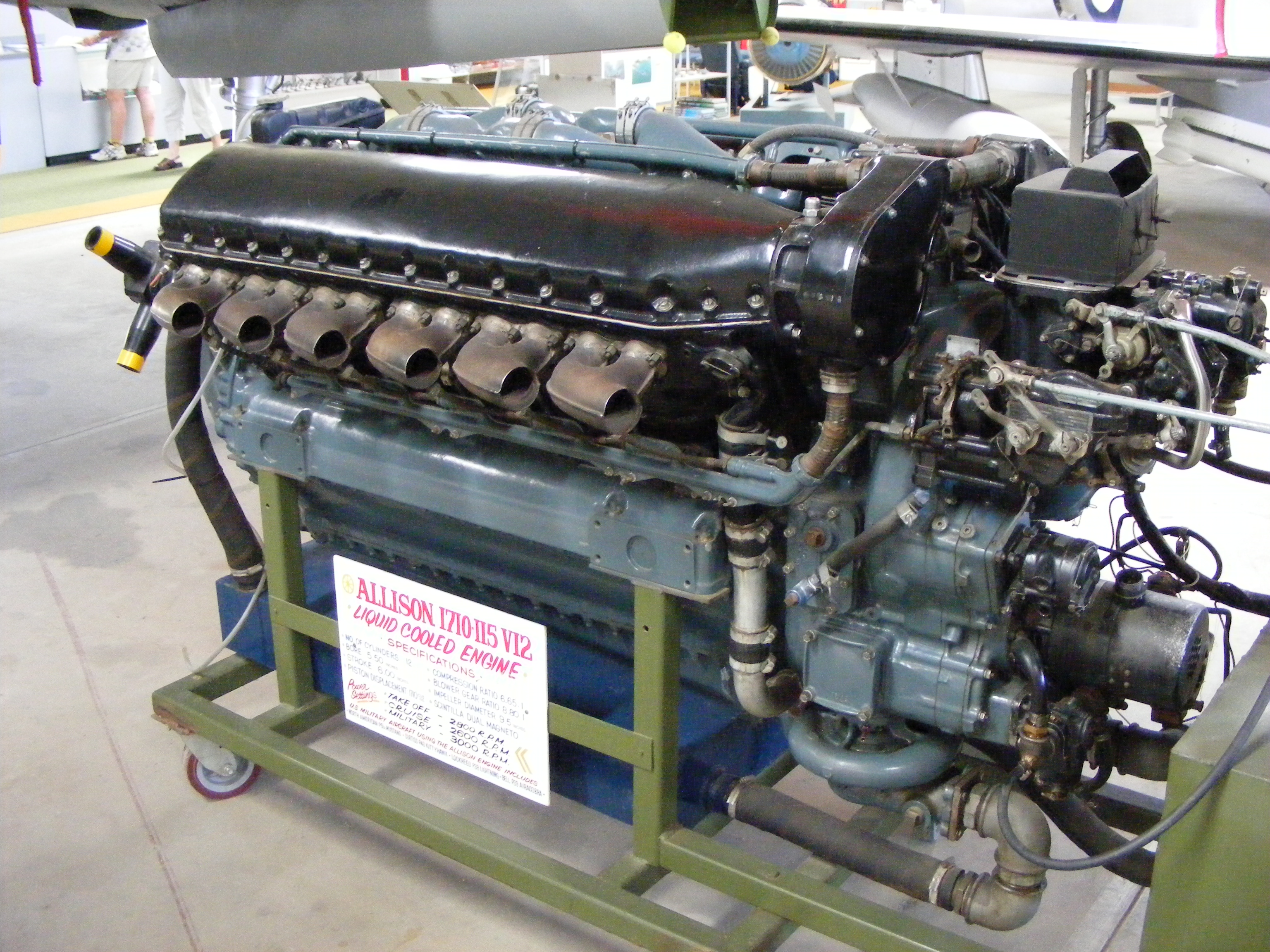
Allison 1710 V12 Aircraft Engine

In quel periodo, però, si riaccese l'interesse dell'Esercito per il progetto e venne chiesto alla Allison di sviluppare una terza versione, il modello "C", con un piccolo finanziamento. L'V-1710-C volò per la prima volta il 14 dicembre 1936 su un Consolidated A-11. Il V-1710-C6 completò con successo il 23 aprile del 1937 il programma di prova di 150 ore a 1 000 hp (750 kW), un risultato mai raggiunto prima da nessun motore. A quel punto vennero cancellati tutti gli altri progetti e il V-1710 rimase l'unico ad essere sviluppato. Ben presto divenne la principale motorizzazione dei più avanzati caccia di nuova generazione degli United States Army Air Corps (USAAC), il P-38 Lightning, il P-39 Airacobra e il P-40 Warhawk.
La grande potenza disponibile non spinse i progettisti ad investire tempo e risorse nella ricerca di un sistema di sovralimentazione adeguato. Questo comportò, per installazioni su velivoli che non avevano sufficiente spazio per l'installazione di un turbocompressore come il P-39 o il P-40, una conseguente perdita di prestazioni alle alte quote. Fu proprio per questa ragione che il V-1710 venne rimosso dal P-51 Mustang e sostituito con un Rolls-Royce Merlin.

### Dopoguerra
Con la fine della richiesta dei V-1710 alla fine della guerra, la Allison si trovò con una infrastruttura di produzione sproporzionata rispetto alle necessità. Per questa ragione, nel 1947, l'Esercito decise di affidarle la produzione della versione del motore a getto di Frank Whittle, fino ad allora gestita dalla General Electric. Il modello principale fu l'I-40 da 18 kN, costruito come Allison J33. Alla chiusura della linea di montaggio (1955), ne erano stati prodotti oltre 7000 esemplari.
L'Allison divenne responsabile anche del progetto della GE di un motore a flusso assiale, che diventerà poi l'Allison J35. Il J35 fu la motorizzazione principale dell'F-84 Thunderjet and F-89 Scorpion, oltre ad essere installato su diversi aerei sperimentali. Anche la produzione del J35 finì nel 1955, con oltre 14000 esemplari costruiti.
L'Allison iniziò pure lo sviluppo di una serie di motori turboprop per la U.S. Navy, a partire dall'T38 ed il suo gemello T40 che, però, a causa della complessità del progetto e delle difficoltà costruttive vennero cancellati. L'Allison ci riprovò con il T56, un T38 maggiorato con la potenza del T40, e si aggiudicò l'appalto per la motorizzazione del C-130 Hercules.
Con l'andare degli anni, la famiglia di motori basata sul T56 si allargò fino al motore turboshaft T406/Allison AE1107 che equipaggia il V-22 Osprey, al turboprop Allison AE2100, usato sui nuovi modelli di C-130 e al turbofan Allison/Rolls-Royce AE 3007 che spinge diversi velivoli regionali tipo gli Embraer ERJ 135.
Uno dei progetti di maggior successo dell'Allison è stata la famiglia di motori turboshaft/turboprop Model 250, iniziata nei primi anni sessanta, quando gli elicotteri cominciarono ad essere motorizzati da motori a turbina invece che da motori a pistoni.

### Progetti sperimentali
Verso la metà degli anni settanta la Allison disegnò alcuni componenti ceramici per un motore a turbina per uso stradale, l'Allison GT 404-4. L'Allison continuò a sviluppare con la General Motors dei motori a turbina in ceramica fino ai primi anni novanta. Durante i test svolti riuscirono a far funzionare in maniera stabile motori installati su autoveicoli in grado di bruciare indifferentemente benzina, gasolio, kerosene, alcol, olio vegetale e polvere di carbone.
Negli anni ottanta la Allison collaborò con la Pratt & Whitney al dimostratore propfan 578-DX. A differenza del concorrente General Electric GE-36, il 578-DX era abbastanza convenzionale, con una scatola ad ingranaggi di riduzione tra la turbina di bassa pressione e le pale del propfan. Problemi di inquinamento acustico uniti ad un significativo ribasso del prezzo del petrolio portarono alla chiusura del programma finanziato dalla NASA.
Nel 1995, la Allison studiò un prototipo di lift fan per la versione STOVL del Lockheed Martin F-35 Lightning II. L'ugello LiftFan fu provato nel 1997 presso i laboratori della NASA del Glenn Research Center.

### Acquisizione da parte della Rolls-Royce
Nel 1992 la GM provò a vendere la Allison per ripianare le perdite dovute al crollo del settore automobili. La Rolls-Royce cercò di comprare l'azienda nel 1993, ma la GM optò invece per un management buyout da 370 milioni di dollari.
Nel 1995 l'autorità antitrust approvò, con riserve, l'acquisto di Allison da parte di Rolls-Royce per 525 milioni di dollari.

## Produzione
- Allison V-1710
- Allison V-3420
- Allison J33
- Allison J35
- Allison J71
- Allison J102
- Allison TF41
- Allison AE 3007
- Allison 250/T63
- Allison AE 2100
- Allison T38
- Allison T40
- Allison T56
- Allison T406
- Allison T701
- Pratt & Whitney/Allison 578-DX